# Aphantopus caeca
Aphantopus caeca är en fjärilsart som beskrevs av Fuchs 1884. Aphantopus caeca ingår i släktet Aphantopus och familjen praktfjärilar. Inga underarter finns listade i Catalogue of Life.